# Comuna Verhnea Manuilivka, Kozelșciîna
Verhnea Manuilivka (în ucraineană Верхня Мануйлівка) este o comună în raionul Kozelșciîna, regiunea Poltava, Ucraina, formată din satele Deacenkî, Harcenkî, Nîjnea Manuilivka, Țîbivka și Verhnea Manuilivka (reședința).

## Demografie
Componența lingvistică a comunei Verhnea Manuilivka
     Ucraineană (95,22%)
     Rusă (3,48%)
     Română (1,19%)
     Alte limbi (0,1%)
Conform recensământului din 2001, majoritatea populației comunei Verhnea Manuilivka era vorbitoare de ucraineană (95,22%), existând în minoritate și vorbitori de rusă (3,48%) și română (1,19%).